# Вакцина Arcturus проти COVID-19
Вакцина Arcturus проти COVID-19, також відома під назвами ARCT-021 та LUNAR-COV19 — кандидат на вакцину проти COVID-19, розроблений компанією «Arcturus Therapeutics».

## Розробка
Компанія «Arcturus Therapeutics» співпрацює зі Сінгапурською медичною школою Дюка Національного університету Сінгапуру у розробки вакцини проти COVID-19. Компанія «Arcturus Therapeutics» також співпрацює з компанією «Catalent» в організації розробки та виготовлення декількох партій кандидата на мРНК-вакцину COVID-19 компанії «Arcturus».

## Клінічні дослідження

### І-ІІ фаза
Клінічні дослідження вакцини «LUNAR-COV19» на людях розпочались у липні 2020 року. 4 січня 2021 року компанія «Arcturus Therapeutics» розпочала клінічні дослідження кандидата у вакцини ІІ фази.

## Виробництво
Компанія «Arcturus Therapeutics» уклала угоди про виробництво та постачання вакцини «LUNAR-COV19» з Радою економічного розвитку Сінгапуру та угоду про постачання вакцини «LUNAR-COV19» з міністерством охорони здоров'я Ізраїлю.